# Scinax eurydice
Scinax eurydice là một loài ếch trong họ Nhái bén. Chúng là loài đặc hữu của Brasil.
Các môi trường sống tự nhiên của chúng là các khu rừng ẩm ướt đất thấp nhiệt đới hoặc cận nhiệt đới, vùng đất ẩm có cây bụi nhiệt đới hoặc cận nhiệt đới, đồng cỏ nhiệt đới hoặc cận nhiệt đới vùng ngập nước hoặc lụt theo mùa, đầm nước, hồ nước ngọt, hồ nước ngọt có nước theo mùa, đầm nước ngọt, đầm nước ngọt có nước theo mùa, các khu rừng trước đây bị suy thoái nặng nề, và ao. Loài này đang bị đe dọa do mất môi trường sống.

## Hình ảnh

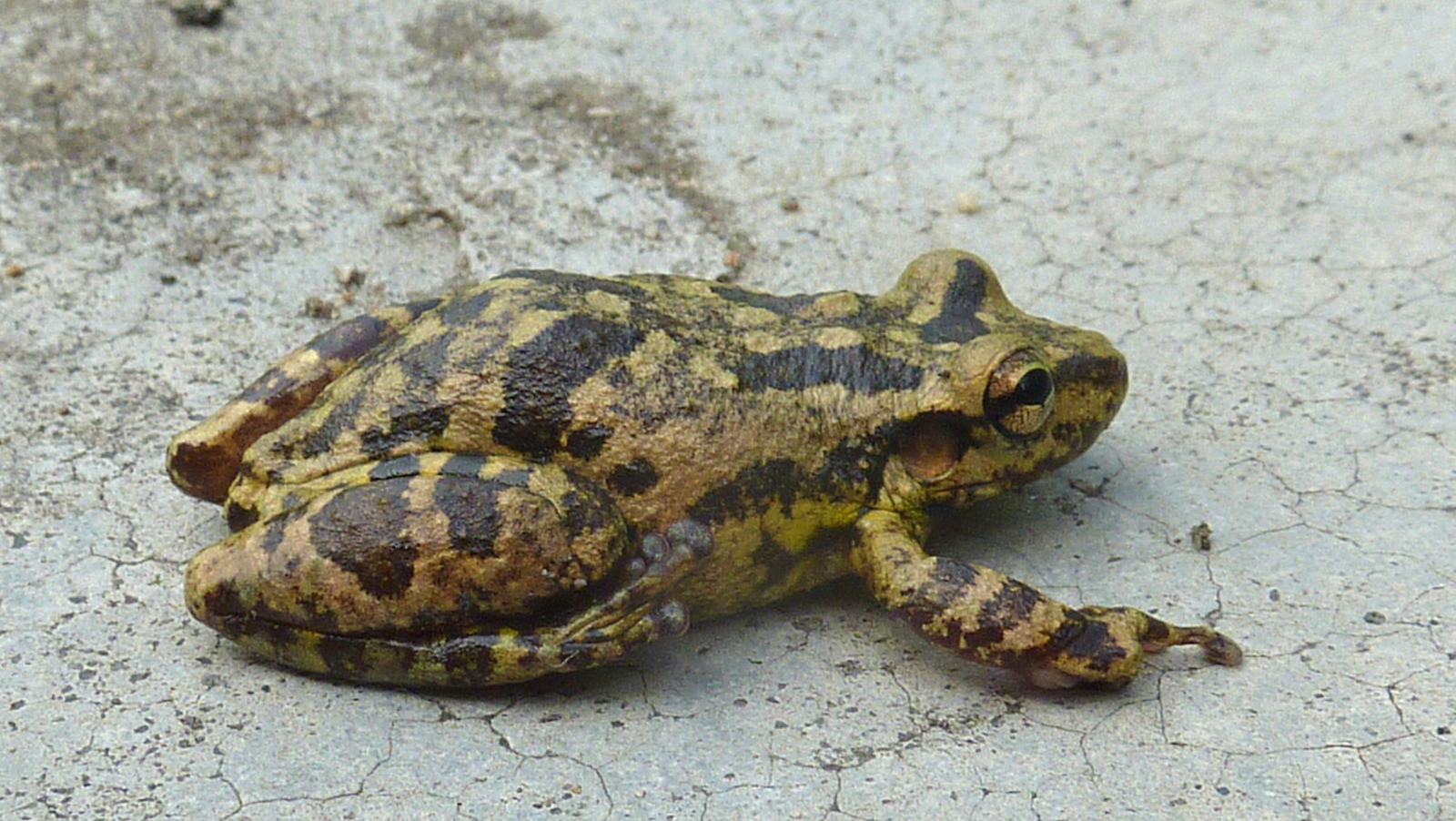
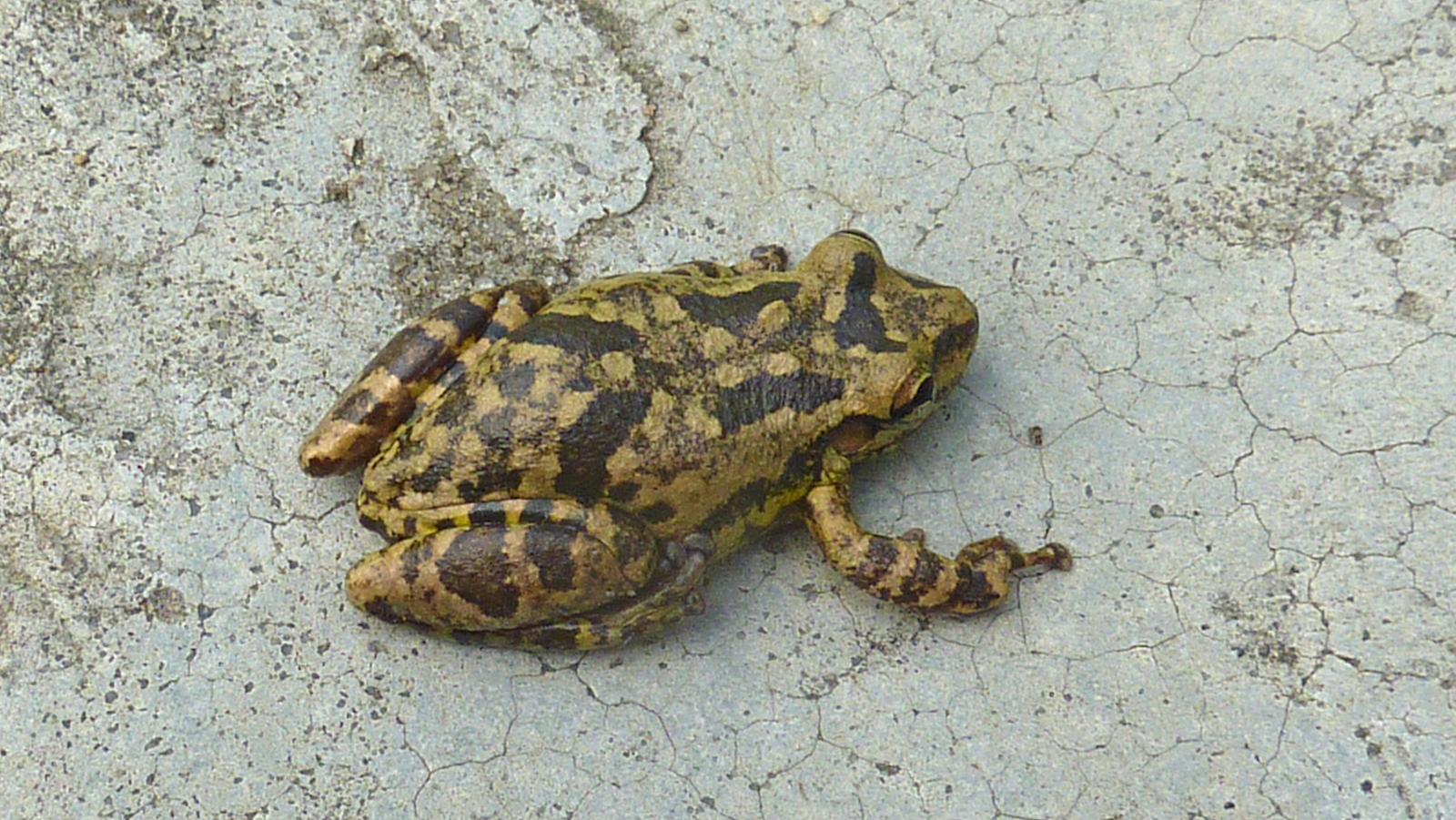
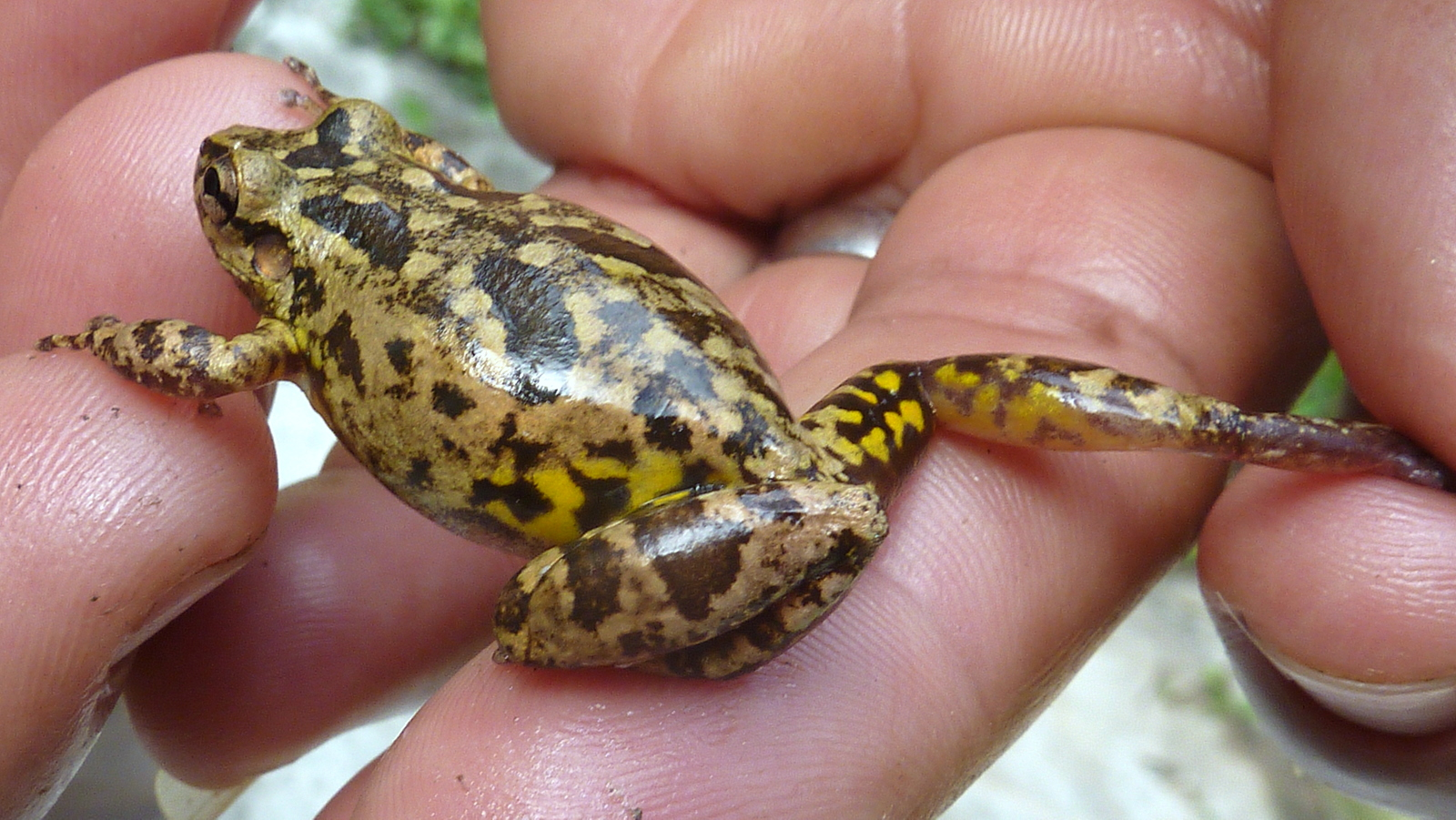
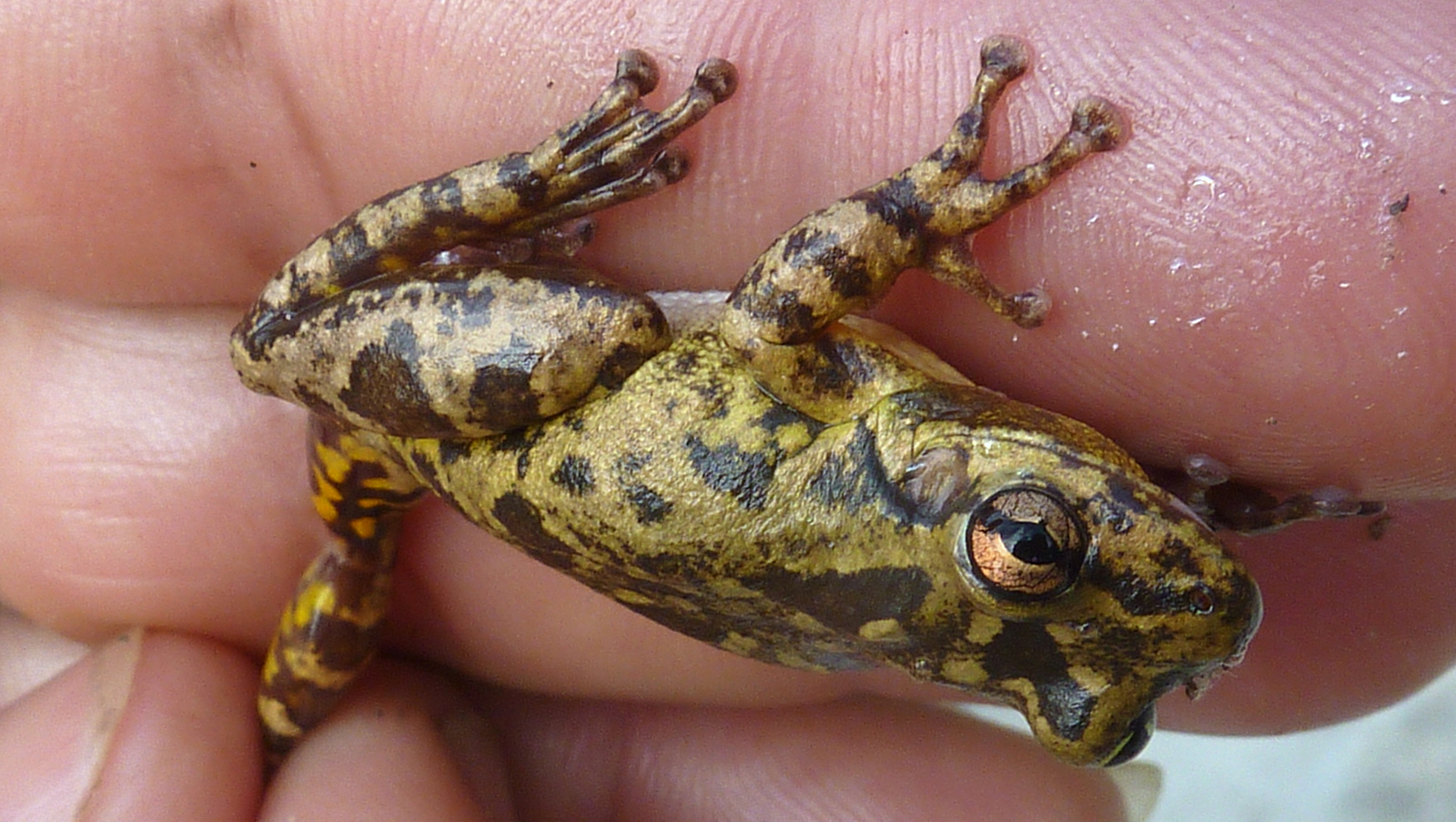